# Râul Porcului, Iza
Râul Porcului sau Râul Valea Stejarului este un curs de apă, afluent al râului Iza.

## Hărți
- Harta județului Maramureș
- Harta munții Țibleș  Arhivat în 11 octombrie 2008, la Wayback Machine.